# いすゞ・BX
いすゞ・BX（いすゞ・ビーエックス）は、いすゞ自動車が1947年（昭和22年）から1970年（昭和45年）にかけて製造・販売していたバス車両である。
本項では、BX以外のBX系の車種全般（BXDなど）についても記述する。いすゞ・TXも参照のこと。
なお、各モデル文末の数値は順に全長(軸距)/全幅/全高/出力を示す。

## 1945年以前のBXバス及びそのルーツ
- 1925年（大正14年） - 東京石川島造船所 自動車部製 ウーズレー・CG型バス　全国の私営/公営バスとして採用される。
- 1929年（昭和4年） - スミダ・M型バス
- 1930年（昭和5年） - スミダ・LB型低床式省営バス

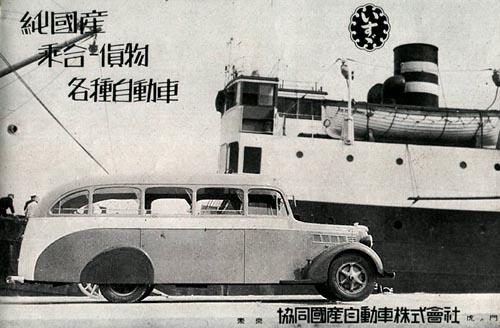

- 1932年（昭和7年） - スミダ・R型低床式バス完成　35人乗り
- 1933年（昭和8年） - スミダ・S型6輪バス

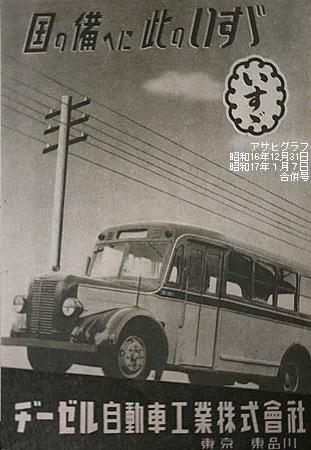

　　　　　　　　　　　　    いすゞ・BX35バス　16人 - 20人乗り
　　　　　　　　　　　　    いすゞ・BX40バス　21人 - 29人乗り
　　　　　　　　　　　　    いすゞ・BX45バス　25人 - 33人乗り
- 1935年（昭和10年） - スミダ・BT型バストラクター　水平シリンダーの直6を床下に置くアンダーフロアーエンジントレーラーバス。トラクターにも客室があり、閑散時は切り離して親のみでの運用が可能。エアブレーキ装備。ボディ架装は脇田自工。
- 1940年（昭和15年） - いすゞ・BX50ディーゼルバス
- 1941年（昭和16年） - いすゞ・BX60ディーゼル中型バス
- 1942年（昭和17年） - いすゞ・BB60ディーゼル大型バス

上記「いすゞ」は車名であって会社名ではない。いきさつや同時期のトラックについてはいすゞ・TXを参照。
スミダ・BT型バストラクターを除き、上記はいずれもフロントエンジン・ボンネットバスである。

## 1946年以降のBXバス

### フロントエンジンバス
1947年（昭和22年）、BX80ボンネットバスが登場する。ガソリンエンジントラックTX80をベースに、前寄運転席の専用低床フレームにした車両である。
1948年（昭和23年）にはBX91が登場する。 BX80のエンジンをディーゼルトラックTX61用DA43型に変更したディーゼルボンネットバスで、ハイドロバックブレーキ（倍力装置付きブレーキ）を装備。車内は前向きの座席だと7列装備でき、三方シートだと立ち席を入れて50名以上の定員を確保できた。第一号車は東海自動車に納入されている。
1949年（昭和24年）にはBX91ベースのキャブオーバーバス、BX92が登場する。運転席がフロントオーバーハングへ移設されている。同年には同じくBX91ベースの長尺モデル、BX95に移行する。ヘッドランプ、フェンダー及びバンパーに改良が加えられ、スタイルが一新した。定員も前向きシートで54名、三方シートで62名に増えた。
1950年（昭和25年）にはBX91ベースの左ハンドル車、BX93も登場した。当時外国だった沖縄県その他に輸出されている。
キャブオーバー型の登場後、乗車定員を増やしたいボンネットバスユーザーの為にBX92改造指示書が架装メーカーに配布された。

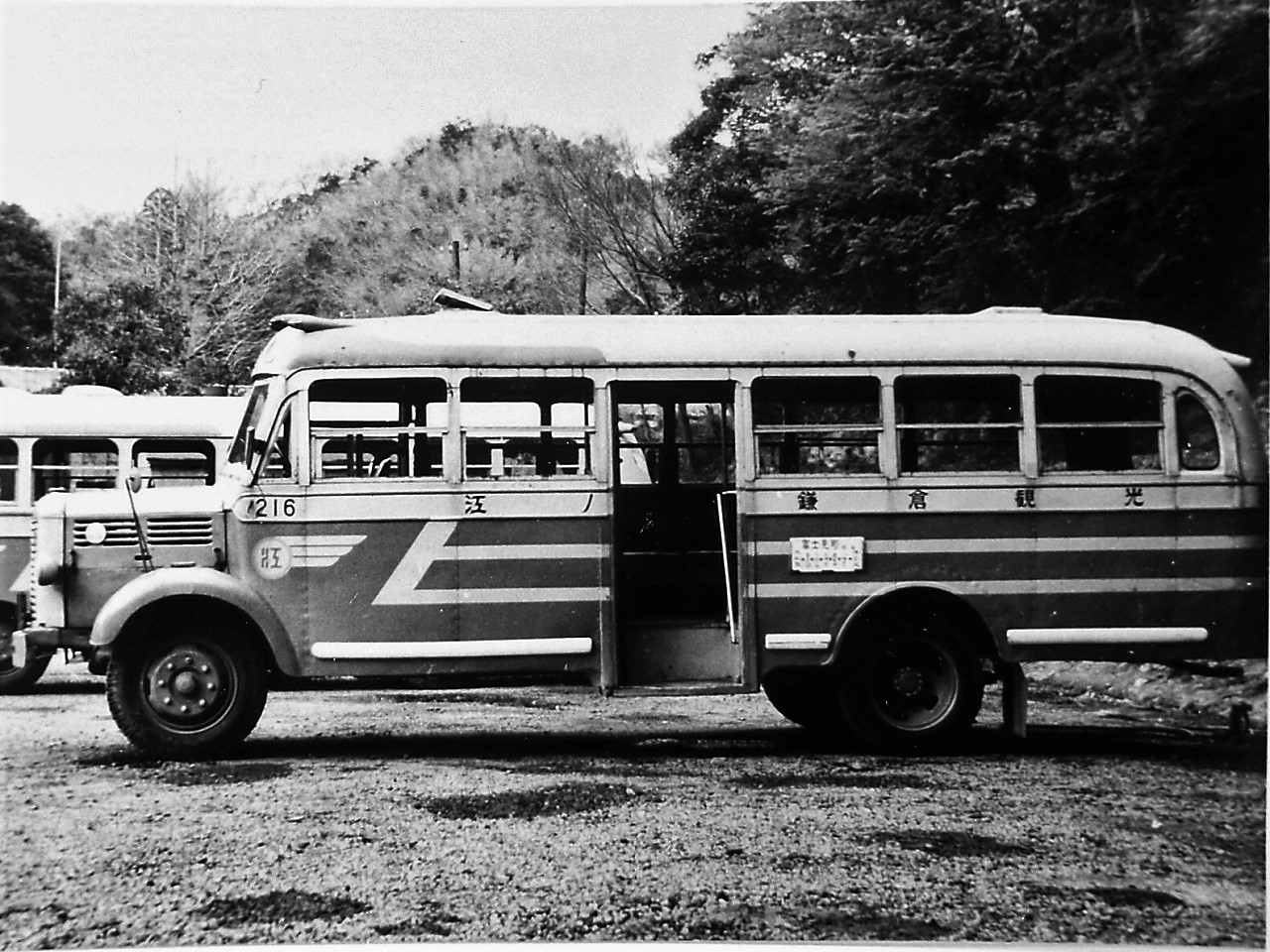
1949年式 BX91 帝国自工製車体 江ノ島鎌倉観光
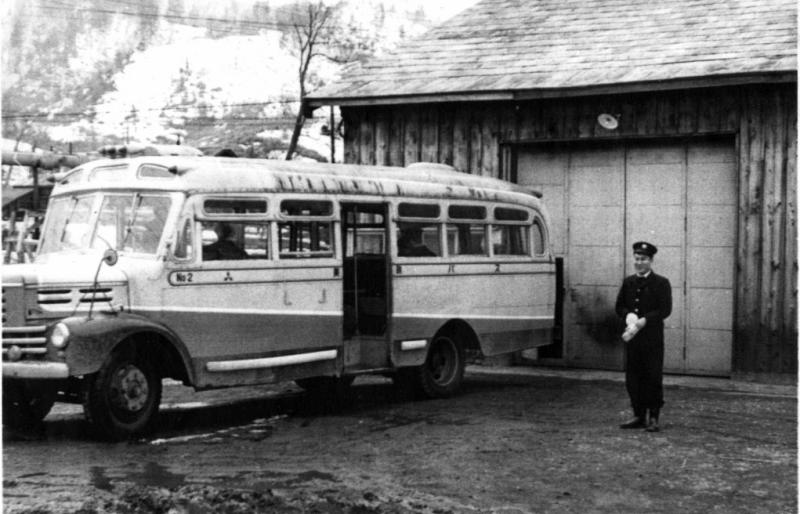
BX 三菱鉱業美唄鉄道バス 1951年
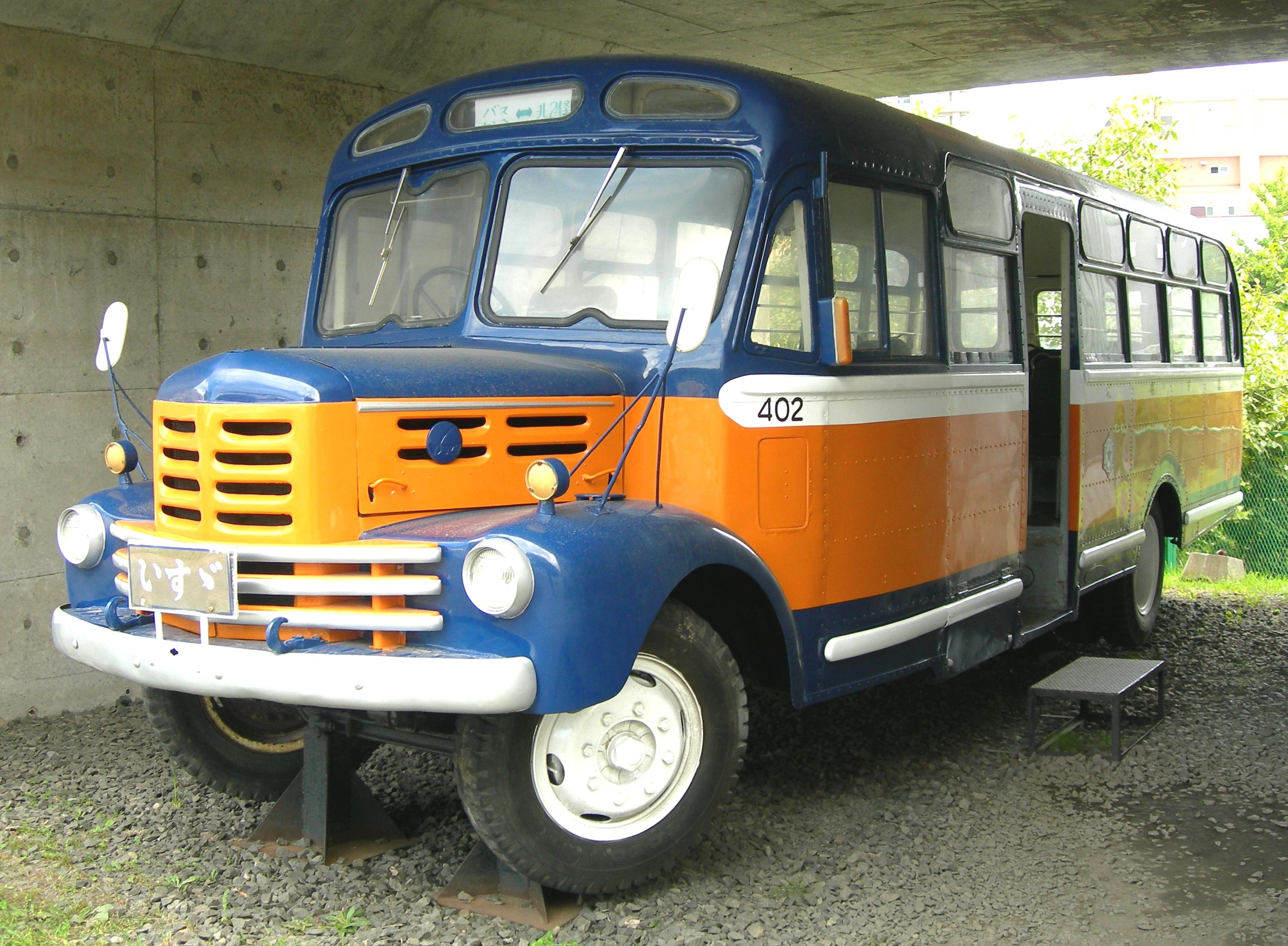
1955年式 BX95 金沢産業製車体 札幌市交通局 交通資料館にて静態保存
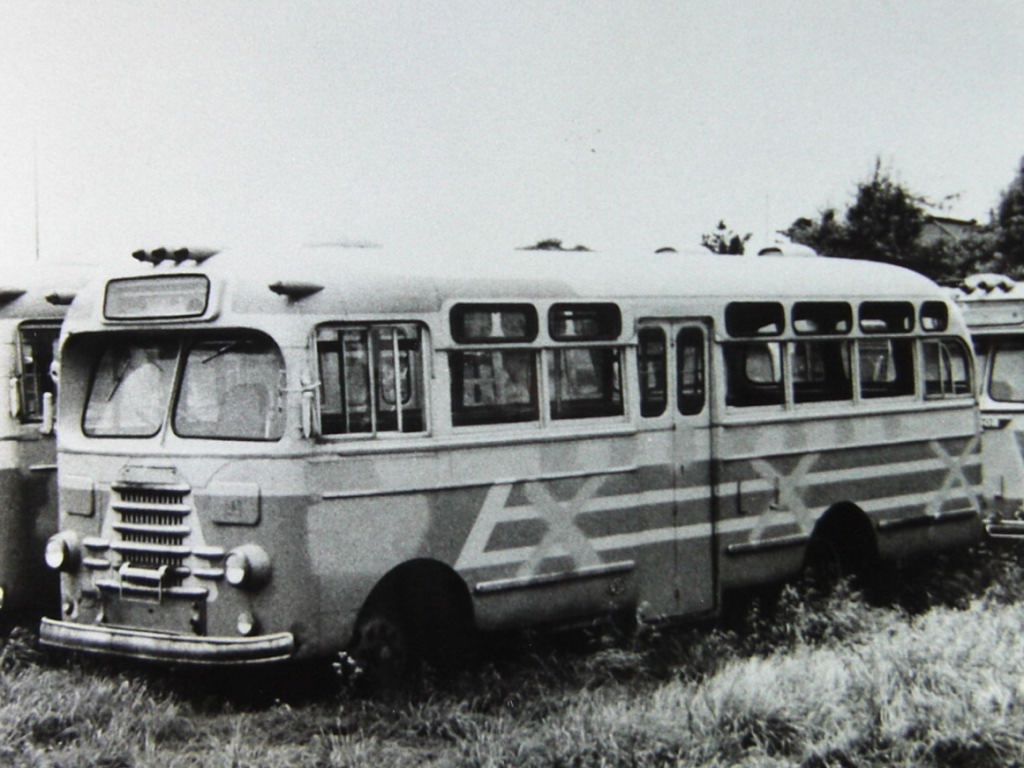
BX91改 車体載せ替えキャブオーバー化改造車 富士重工製車体 江ノ島鎌倉観光

1955年（昭和30年）にはBX91ベースでホイールベース4mの最小モデル、BX41が登場する。主に山間地や自家用に用いられた。また、同型のBX43、ガソリンエンジン車も製造された。
1956年（昭和31年）には105PSのDA110形エンジンが開発され、ホイールベース4mのBX131、同4.15mのBX141、同5.2mのBX151/BX152へ移行となった。これに前後してボンネットのラジエーターカバー（フロントグリル）の吸気口（スリット）が大型化し、後年まで親しまれる形状となった。
1958年（昭和33年）には118PSのDA120形エンジンが登場、BX331/BX341/BX352に移行する。
1959年（昭和34年）にはDA120形が125PSに増強され、BX521/BX531/BX552に移行した。同時にボンネットの形状が変わり、フードの開閉方式が中央ヒンジのバタフライ式から、後ろヒンジで1枚跳ね上げのアリゲーター式となり、幅も拡大されて箱型となったフェンダーと一体化した。灯火類やラジエターグリルもリニューアルされている。
1961年（昭和36年）には130PSのDA640形エンジンが開発されたことから、BX721/BX731/BX752に移行した。
1962年（昭和37年）にはキャブオーバー車がモデルチェンジし、BX721E/731Eが登場している。これらは1963年（昭和38年）にBXD20E/BXD30Eに移行し、1964年（昭和39年）にBF20/BF30系となる。その後もキャブオーバーバスシャーシーは特装車等の需要があった為、BF系は195PSのDH100形エンジンを搭載した後継のBD30/40系にモデルチェンジし、1970年代まで製造された。

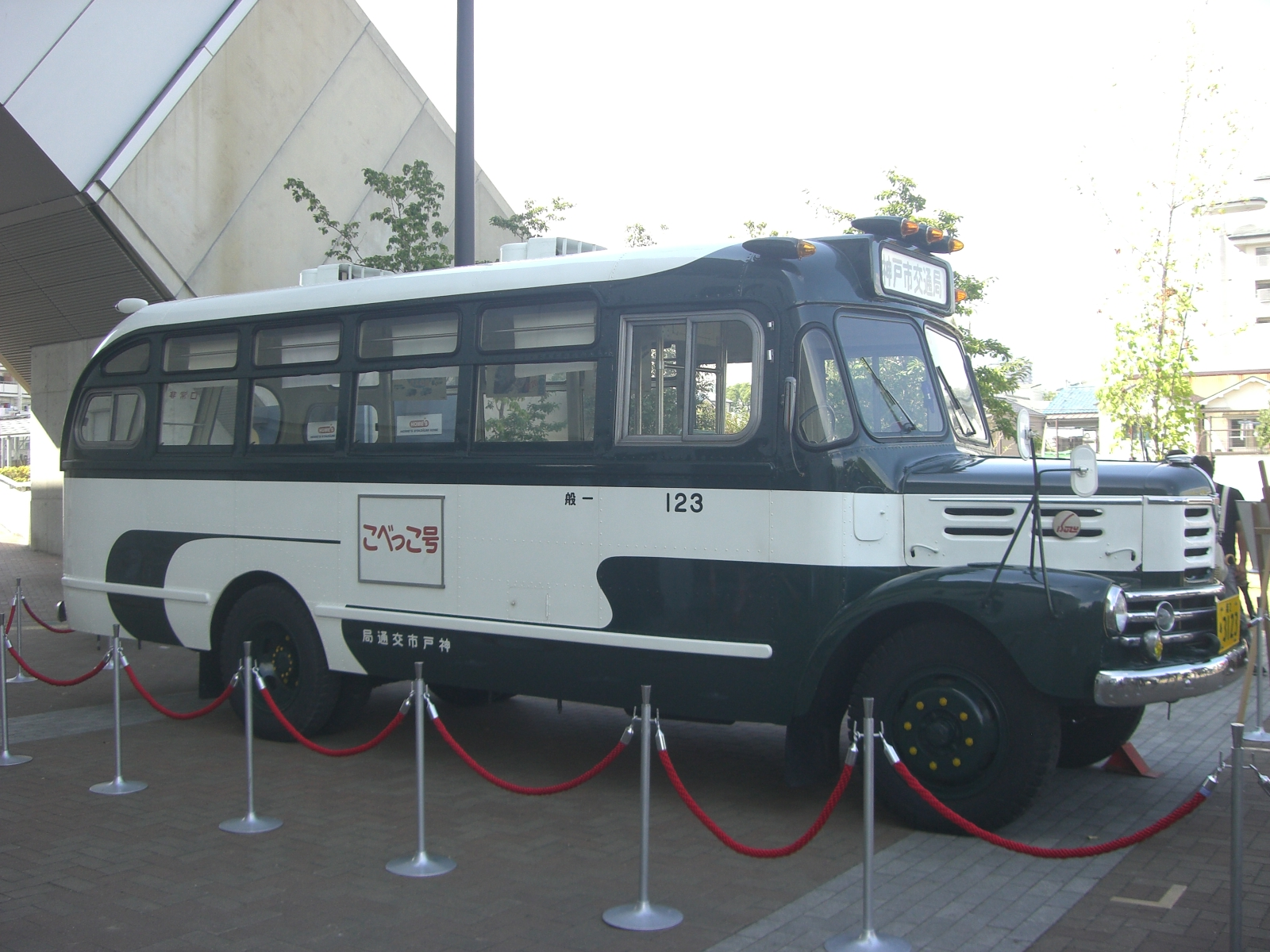
1956年式 BX131 神戸市営バス保存車 こべっこ号
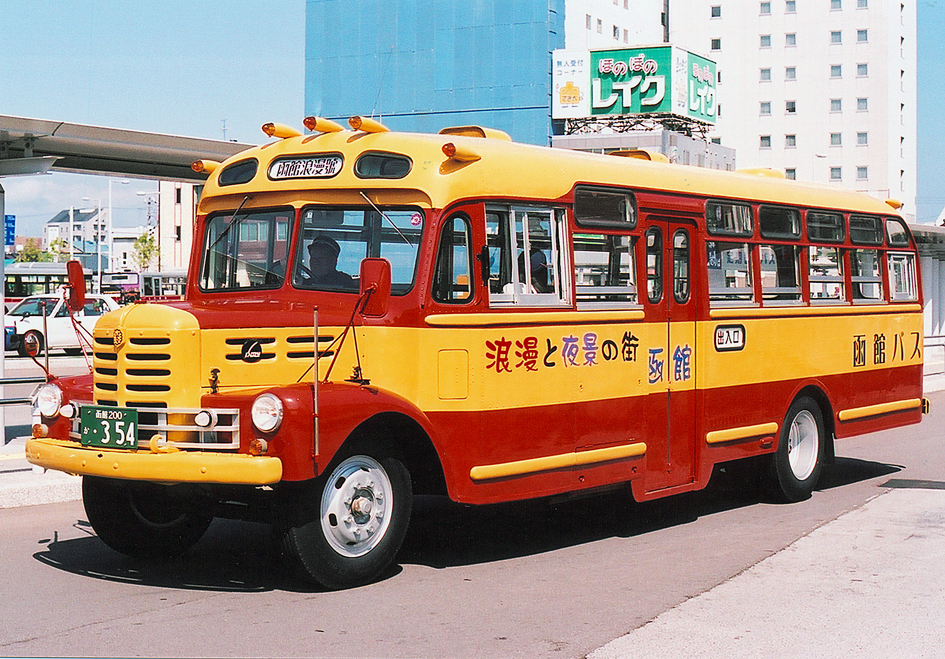
1959年式 BX352 金沢産業製車体 函館バス 函館浪漫號
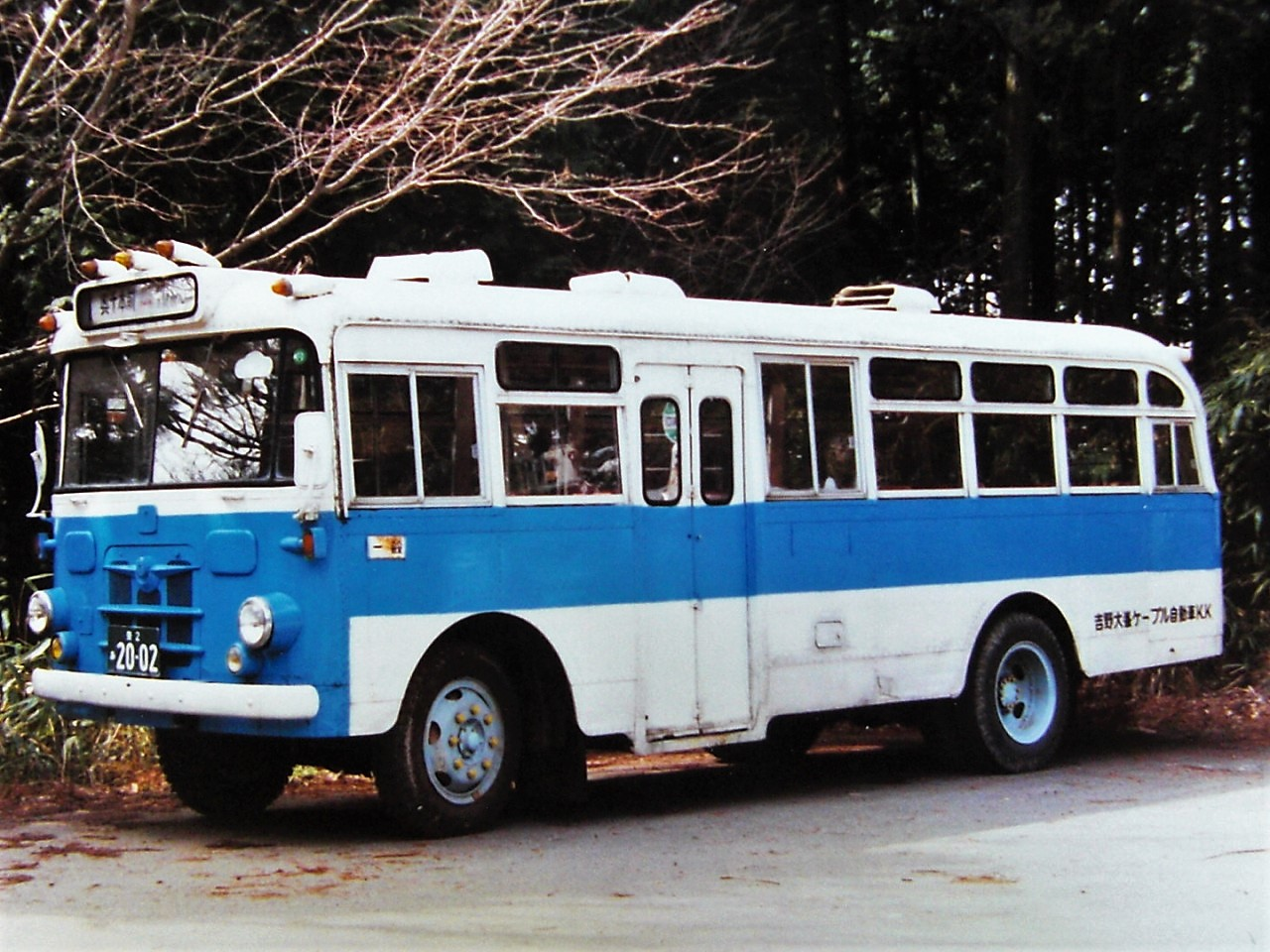
1964年式 BXD20E キャブオーバーエンジンバス 安全車体製車体 吉野大峯ケーブル自動車
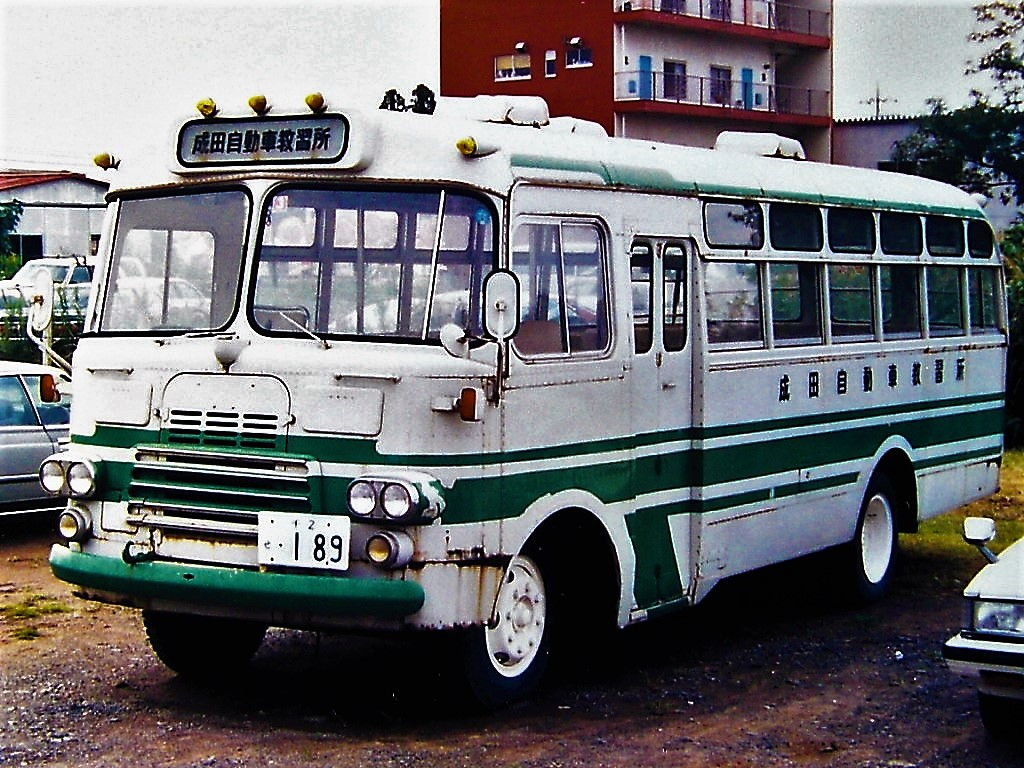
1966年式 BF20 キャブオーバーエンジンバス 北村製作所製車体 自家用
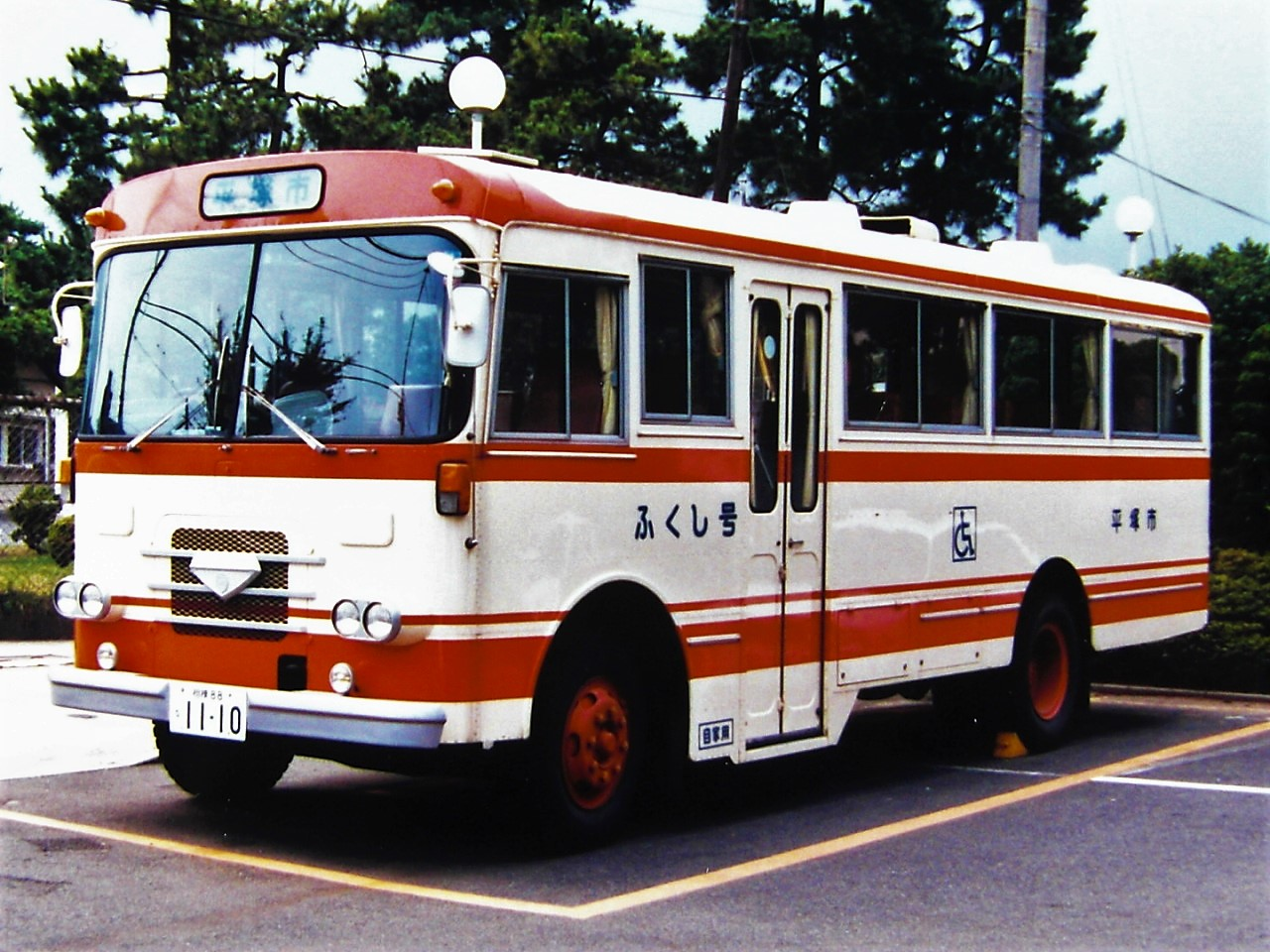
1974年式 BD40 キャブオーバーエンジンバス(リヤーに車椅子用リフトを装備した特装車) 東京特殊車体製車体　自家用

1962年（昭和37年）、フロントグリルのプレス変更とともに、いすゞの全社的な型式（かたしき）称号の変更に伴い、BXD20/BXD30/BXD50に変更となって登場した。エンジンは従来のままDA640形で、BXD20がホイールベース4m、BXD30が4.3m、BXD50が5.2mとなっている。1964年（昭和39年）からTXDのモデルチェンジに伴い、ヘッドランプが4灯化され、同時にフロントグリルも変更となった。過渡期には以前からのフロントグリルに4灯タイプのヘッドランプの車も製造された（画像参照）。
1967年（昭和42年）に製造が中止となり、長きにわたる歴史に幕が引かれた。

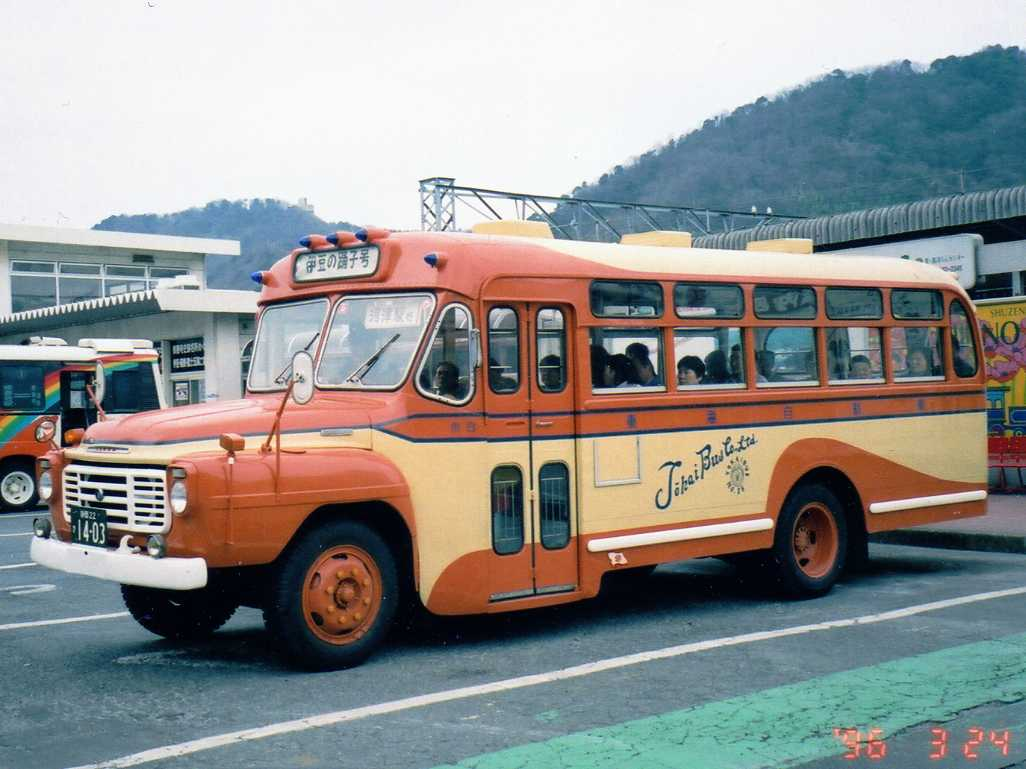
1964年式BXD30 川崎航空機ボディ 東海バス「伊豆の踊子号」、現在はイベント用
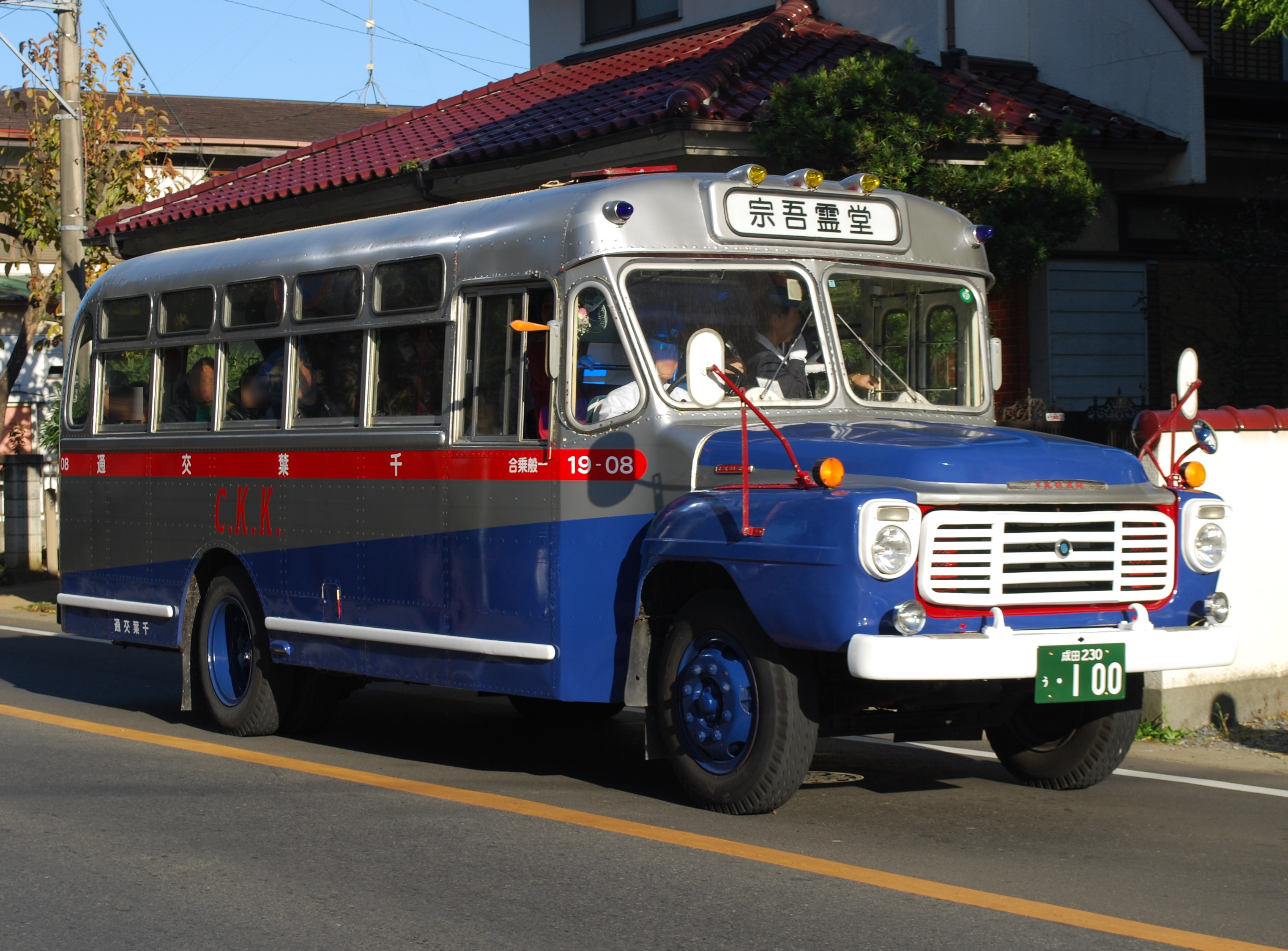
1965年式BXD30 川崎航空機ボディ 千葉交通 百周年記念として期間限定運行
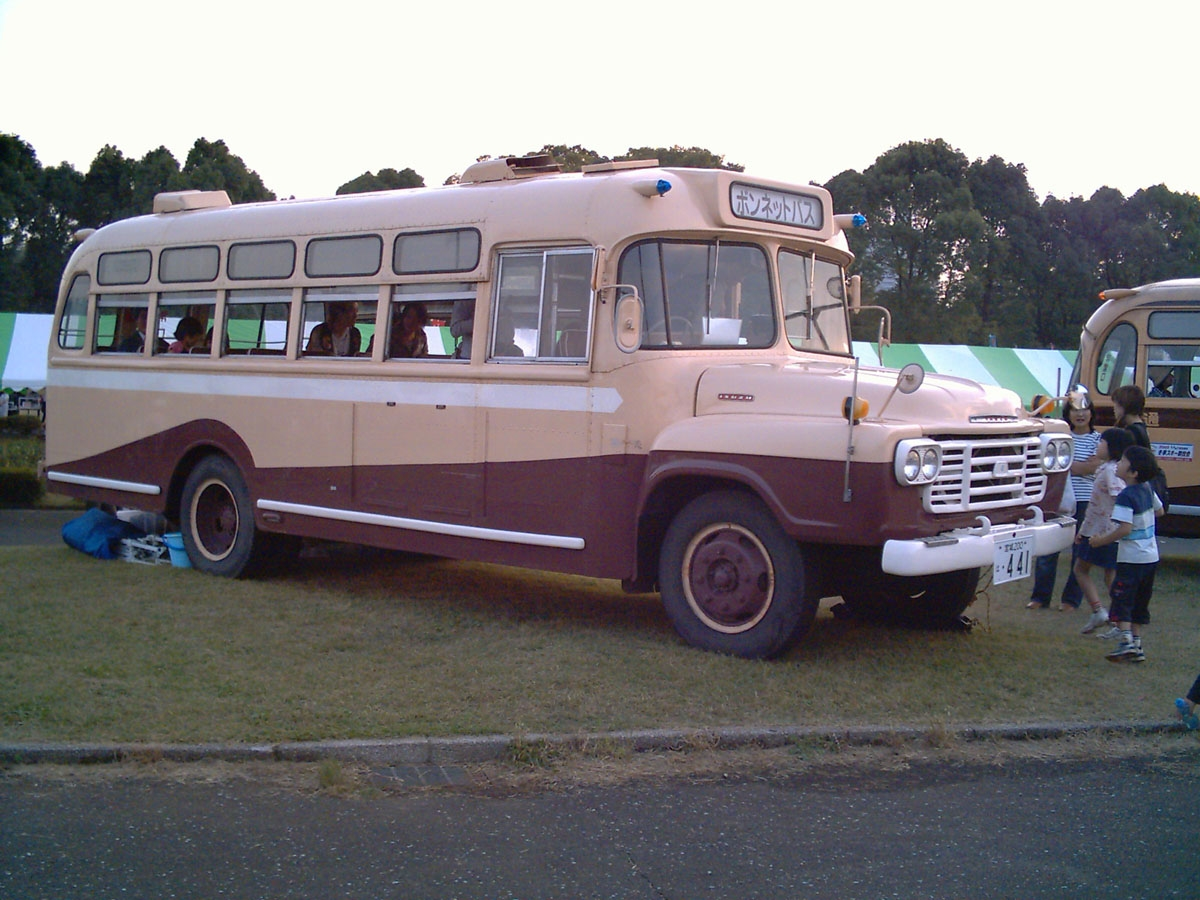
1963年式BXD30 松本車体製作所製ボディ フロントグリルが過渡期のスタイルである。
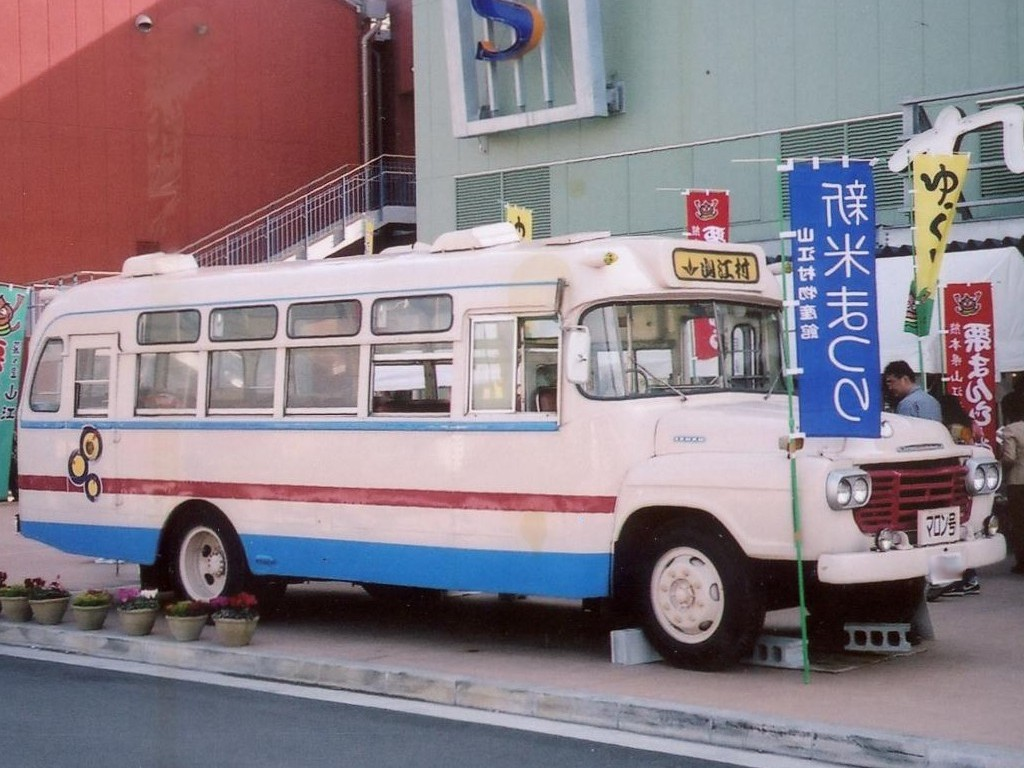
1964年式BXD30'63顔 松本車体製ボディ 前窓が曲面ガラスで、フロントグリルが過渡期のスタイル。 熊本県山江村が所有し自走可能な状態でイベント用として役場で保管
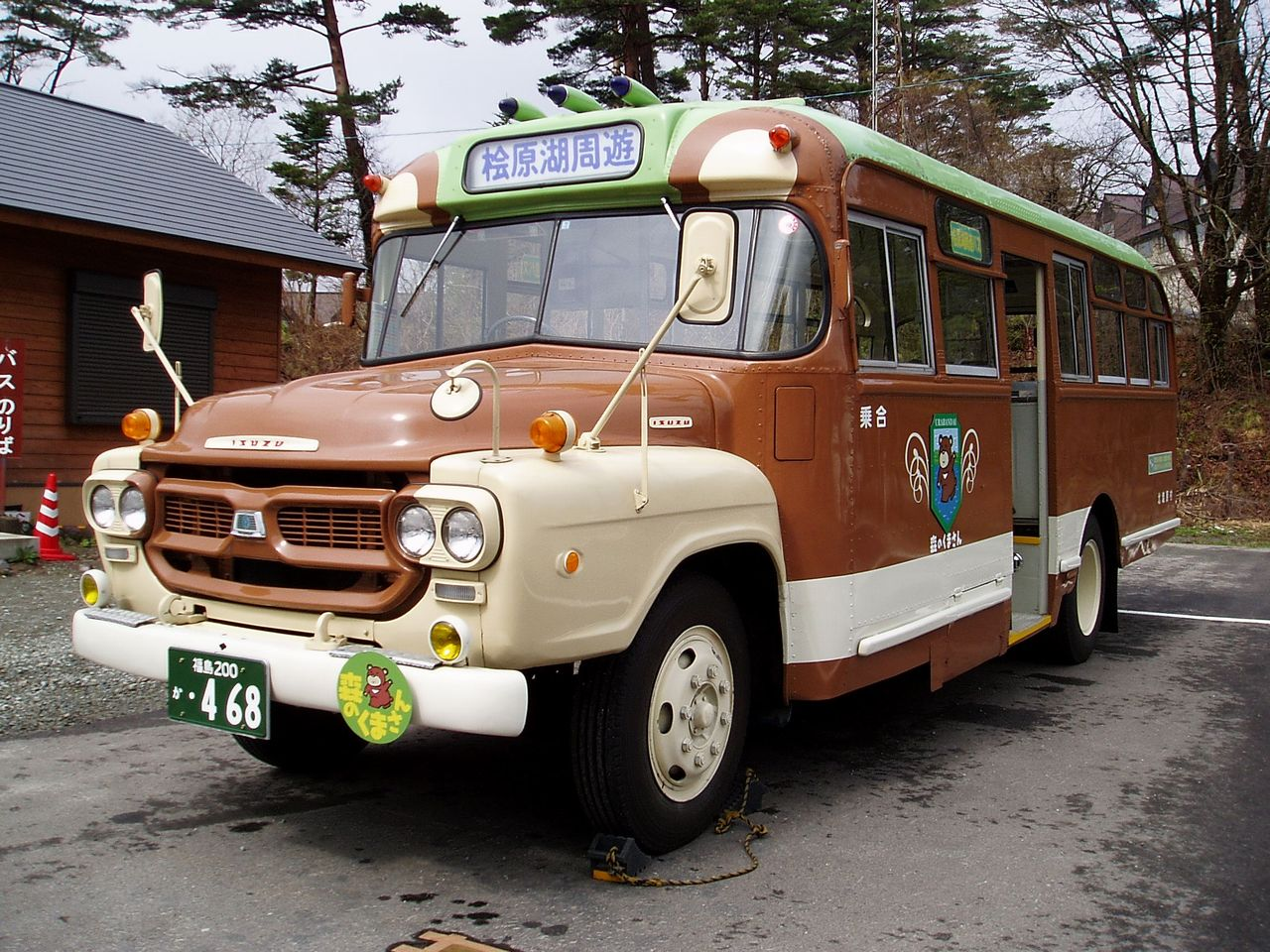
1967年式BXD30 帝国自工ボディ 磐梯東都観光「森のくまさん号」 前窓が曲面ガラスである。
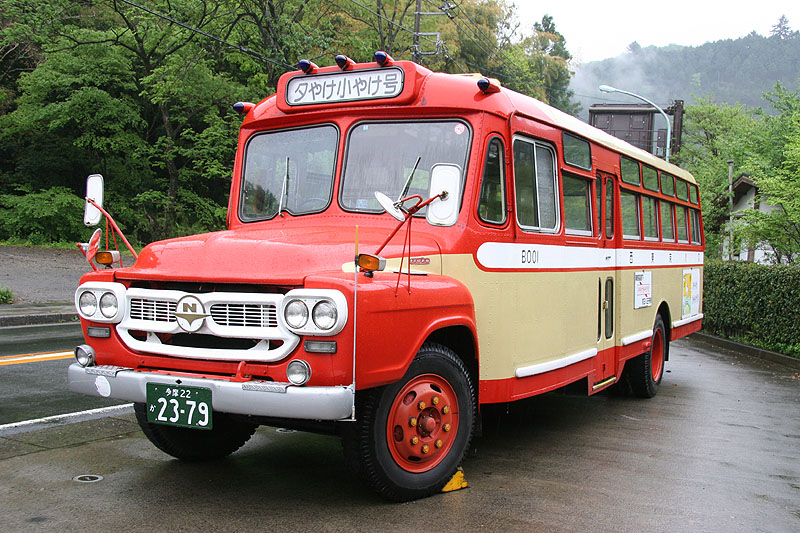
1967年式BXD50 北村製作所製ボディ 西東京バス。2009年に廃車後は八王子市に寄贈され市内の施設で静態保存[5]。
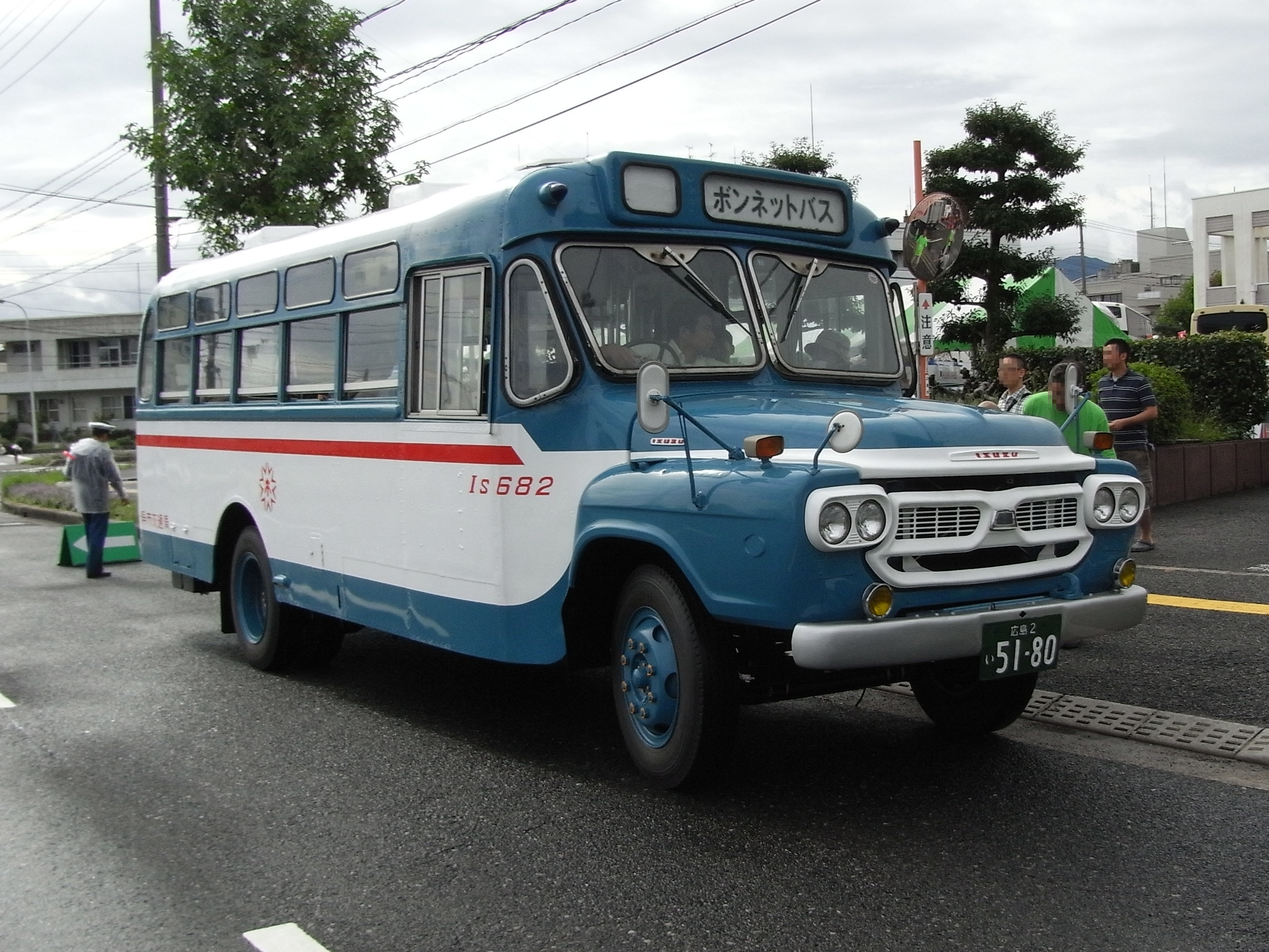
1968年式BXD30 川崎ボディ 呉市営バスの広島電鉄への経営移譲に伴い、現在は呉市が所有し広島電鉄に管理委託[6]。

### トラックベースのバス
1946年（昭和21年） - TX80 TX40改良モデル。バスボディを架装してBX量産後も山間非舗装路で用いられた。
1952年（昭和27年）1‐ TS11 全輪駆動トラック。バスボディを架装して富士登山や積雪地帯で用いられた。
1963年（昭和38年） - TSD40 TS11の改良モデル。岩手県北バスや峩々温泉、国際興業で稼働のボンネットバスのベース。BX製造中止後も全輪駆動車を必要とする業者向けにバス車体が架装されている。
1974年（昭和49年） - TSD43 エンジンをDA640型/直列6気筒6373cc（135PS）に変更し、形式の末尾の数字が3に変更される。現存車は航空自衛隊で使用されていた1979年製の4輪駆動トラックシャーシに、福山自動車時計博物館にて、北村製作所で1968年製造のバス車体を組み合わせたもので個人所有だが、江戸東京たてもの園に貸し出し展示されている。
1979年（昭和54年）生産終了。
これらとは逆に、低床キャブオーバーの利点を生かし、BXバスシャシに消防車やタンクローリーなどのトラック架装を行った例もある。

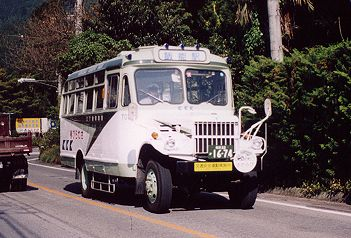
1966年式TSD40 北村製作所製ボディ 国際興業が購入し さわらび号に使用。後に山梨交通へ移籍し動態保存中

### リヤエンジンバス
- 1951年（昭和26年） -  BX91X/[95X] 　ボンネットバスBXのコンポーネントを用いた普及版川航製フレームレスモノコック・リヤエンジンバス 9.14m(4.15m[5m])/2.44m/2.85m/90PS
- 1954年（昭和29年） -  BX91V/95V　　BX-Xの帝国自工ボディ。
- 1955年（昭和30年） -  BX91N/95N　 BX-Xの西工製ボディ登場。同年 前トレッド拡大。100PS化。フレーム付BX97も追加（軸距4.6m。後のBB/BS系）。
- 1956年（昭和31年） BA141/151 　BX-Xの改良型。105pのDA110型搭載。後のBR系のベース。

### 主要諸元
ここに各車両の主要諸元を示す。それぞれ順に全長(軸距)/全幅/全高/出力を示す。
- BX80 7.84m(4.30m)/2.40m/2.70m/72PS
- BX91 7.84m(4.30m)/2.40m/2.70m/85PS
- BX92 7.84m(4.30m)/2.40m/2.70m/85PS
- BX95 8.71m(5.00m)/2.40m/2.83m/85PS
- BX41 7.50m(4.00m)/2.20m/2.82m/100PS